# Плав (город)
Плав (черног. Плав) — город в Черногории на северо-востоке страны, административный центр одноименной общины. Население — 3615 жителей (2003). Расположен у северных подножий массива Проклетие на берегу Плавского озера.

## История
Топоним Хотина Гора в районах Плав и Гусинье в бассейне реки Лим в 1330 году является первым упоминанием Хоти в исторических записях в хрисовуллах Дечани. Шуффлай считает этот регион первоначальным районом поселения Хоти, откуда они двинулись на юг.
Согласно отчету Антонио Бруни о путешествии 16-го века, жители района Плава частично албанцы, частично сербы, причем большая часть принадлежит к историческим албанским и черногорским племенам, таким как пипери, кучи, кельменди и белопавличи.
После сербско-венецианского дворянина Мариано Болицца из Каттаро, написавшего Relazione e descrizione del sangiacato di Scutari («Отношения и описание санджака Скутари») в 1614 г. Плав был в основном населен албанцами под главенством Сем Зауса из Подгорицы.
Две сильнейшие феодальные семьи в районе Плав-Гусинье ведут свое происхождение от Грюэмири. Многие другие семьи в Плаве также ведут свое происхождение от различных исторических племен, которые мигрировали в этот район.
В 1878 году, после Берлинского договора, город Плав был передан Черногории Османской империей, несмотря на то, что албания считали его албанской территорией. Однако вскоре после этого вооруженное сопротивление сил Призренской лиги и их победа над черногорцами войска в битве при Новшиче (1879 г.) помешали осуществлению. Османы были вынуждены уступить Улцинь Черногории под давлением великих держав в 1881 году. Плав стал частью Черногории только после Первой Балканской войны.
Вступление черногорской армии в 1912-13 гг. и югославской армии после 1919 г. в Плав-Гусинье сопровождалось репрессивной политикой против местного населения. Черногорская армия захватила этот район и вошла в Плав 19 и 20 октября. За их приходом последовал период жесткого военного управления, в результате которого до марта 1913 года было убито более 1.800 человек, в основном местных албанцев-мусульман, и 12.000 человек были принудительно обращены в православие.
В 1919 году в районах Плав, Гусинье и Рожае вспыхнуло албанское восстание, которое стало известно как восстание Плав, выступавшее против включения Санджака в состав Королевства сербов, хорватов и словенцев. В результате во время второй оккупации Плава сербской армией, которая произошла в 1919 году, сербские силы атаковали албанское население Плава и Гусинье, которое обратилось за защитой к британскому правительству. Около 450 местных жителей были убиты после подавления восстания. Эти события привели к большому притоку албанцев, мигрировавших в Албанию.

## Население
Плав — центр одноимённого муниципалитета, который в 2003 году насчитывал 13805 жителей. В самом городе проживало 3615 человек.
Население Плава:
- 3 марта 1981 — 3348
- 3 марта 1991 — 4073
- 1 ноября 2003 — 3165

Национальный состав:
- 1 ноября 2003 — славяне-мусульмане (78,86 %, из них босняки — 72,78 %), албанцы (9,04 %), сербы (7,13 %), черногорцы (3,84 %)